# تئودور کلیفاتیدس
تئودور کلیفاتیدس (یونانی: Θοδωρής Καλλιφατίδης؛ زادهٔ ۱ ژانویهٔ ۱۹۳۸) کارگردان فیلم، فیلم‌نامه‌نویس، مترجم، نویسنده و شاعر اهل یونان است.

## زندگی‌نامه
کلیفاتیدس در روستای مولائوی، در لاکونیا، یونان، در سال ۱۹۳۸ به دنیا آمد. پدر او دیمتریوس کلیفاتیدس، معلم اهل پنتوس، و مادرش آنتونیا کریازاکو، از مولائوی بود. در سال ۱۹۴۶ا و و خانواده‌اش به آتن نقل مکان کردند و در آنجا دبیرستان را به پایان رساند و در مدرسه تئاترکارولوس کان تحصیل کرد. او در سال ۱۹۴۶ به سوئد مهاجرت کرد و از آن زمان تاکنون در این کشور زندگی می‌کند. او فلسفه خواند و بین سال‌های ۱۹۶۹ و ۱۹۷۲ در دانشگاه استکهلم تدریس کرد. بعدها بین سالهای ۱۹۷۲ و ۱۹۷۶ رئیس مجله ادبی بونیرز بود.
کلیفاتیدس اولین حضور ادبی خود را در سال ۱۹۶۹ با یک کتاب شعر انجام داد، اما عمدتاً با رمان‌های منتشر شده‌اش به شهرت رسید. او رمان، مجموعه شعر، سفرنامه و نمایشنامه را منتشر کرده‌است. کلیفاتیدس فیلمنامه‌های سینمایی نوشته و کارگردانی یک فیلم را نیز در کارنامه خود دارد.
کلیفاتیدس جوایز متعددی را برای آثارش دریافت کرده‌است که معمولاً حول تجربه یونان و یونانی بودن در حوزه‌های خارجی می‌چرخد و تقریباً تمام آثار او ترجمه شده‌اند. برخی از آنها به بیش از بیست زبان منتشر شده‌است.